# Иличевский, Александр Викторович
Алекса́ндр Ви́кторович Иличе́вский (род. 25 ноября 1970, Сумгаит) — русский писатель, поэт, прозаик, эссеист. Лауреат ряда литературных премий, в том числе таких крупных, как «Русский Букер» 2007 года и «Большая книга» 2010 и 2020 года.

## Биография
В 1985—1987 годах учился в физико-математической школе имени Колмогорова при Московском государственном университете в Москве. В 1993 году окончил факультет общей и прикладной физики Московского физико-технического института.
В 1991—1998 годах вёл научную работу в Израиле и США (Калифорния). В 1998 году вернулся в Москву. В 2013 году переехал в Израиль.
Публиковался в журналах «Новый мир», «Октябрь», «Урал», «Комментарии», «©оюз Писателей», «В моей жизни», на сайте «Сетевая словесность».
С 2013 года живёт в Иерусалиме.

## Общественная позиция
В марте 2014 года вместе с рядом других деятелей науки и культуры выразил своё несогласие с политикой российской власти в Крыму и на востоке Украины.
В марте 2022 года подписал открытое письмо, осуждающее российское вторжение на Украину.

## Обвинения в плагиате
В январе 2025 года, спустя два месяца после публикации романа Александра Иличевского «7 октября», посвященного вторжению боевиков ХАМАС в Израиль, израильская журналистка Алла Гаврилова заявила о плагиате и наличии в произведении фрагментов из её репортажа для Newsru.co.il об этом событии без соответствующего цитирования и упоминания её авторства. В ходе последовавшей дискуссии, в тексте романа были обнаружены также обширные заимствования из рассказа «Приключения в пустыне» (2002)  российского физика и энтомолога Владимира Мурзина, умершего в 2007 году, а также из двух произведений писателя Андрея Платонова: рассказа «Неодушевленный враг» и повести «Джан». В итоге издательство «Альпина Проза», по словам самого Иличевского, приняло решение внести изменения в электронную и звуковую версии книги, а её бумажный тираж — «изъять и уничтожить».
Дискуссия привлекла внимание широкого круга представителей литературного сообщества и вызвала активное обсуждение вопросов авторского права и этики в современной литературе. Писатель Дмитрий Быков, а также литературовед Глеб Морев поддержали Иличевского; экономист Константин Сонин выступил с резкой критикой и осуждением такого рода плагиата и воровства. Литературный критик Михаил Эдельштейн написал в журнале «Лехаим» колонку, дав свой анализ ситуации. По его мнению, использование журналистских материалов является распространённой литературной практикой, а упоминание Гавриловой в разделе благодарностей достаточно для соблюдения этических норм. При этом Эдельштейн охарактеризовал заимствования из текстов Мурзина как более проблематичные, поскольку они затрагивали художественные элементы произведения, включая авторский стиль и образность.

## Библиография

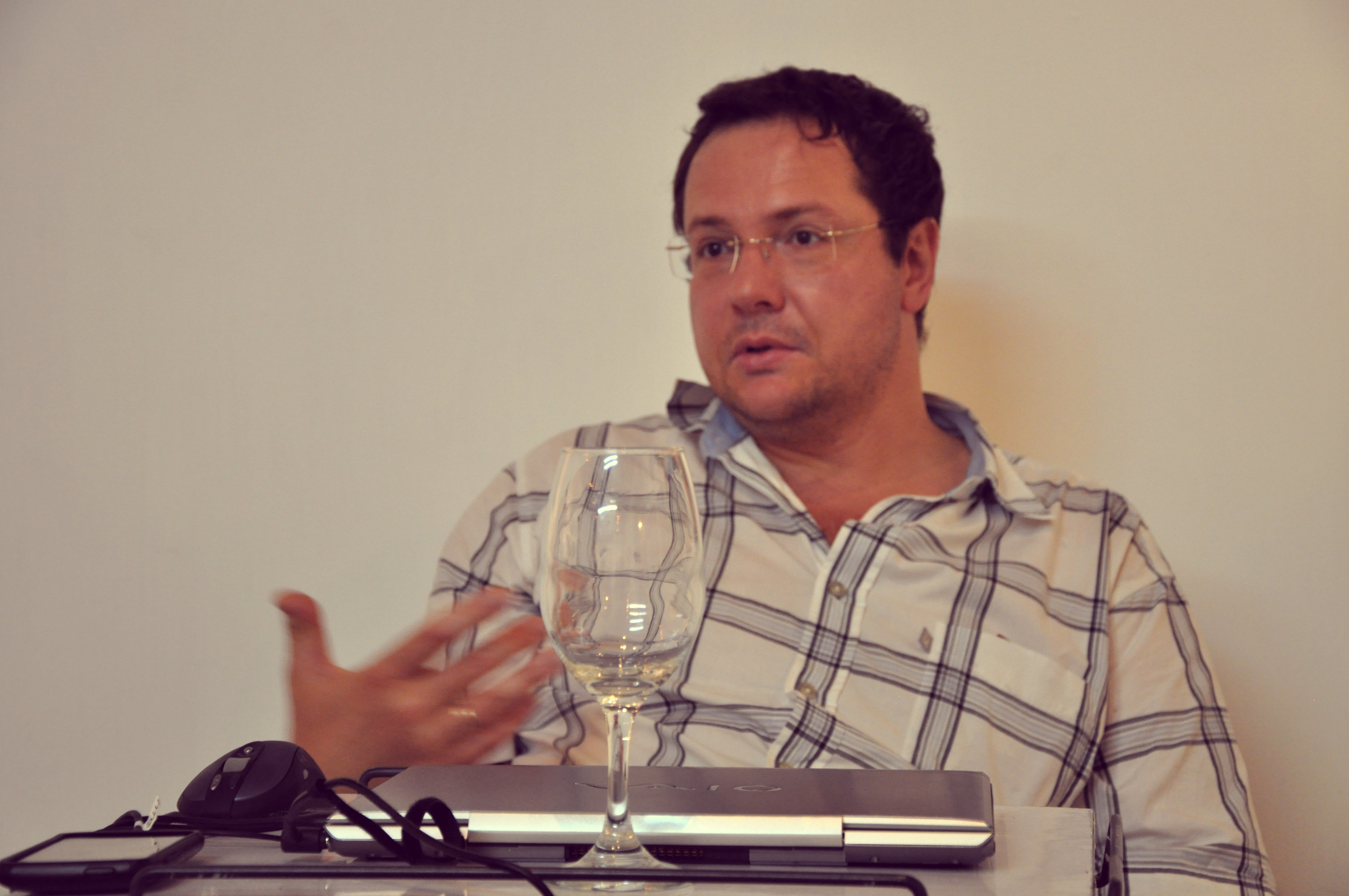
А. В. Иличевский, 2011 год, Иерусалим

### Романы
- Мистер Нефть, друг. — Москва: Время, 2008. — 221 с. — (Самое время!). — ISBN 978-5-9691-0339-9.
- Соляра / Solara. — Москва: АСТ: Астрель, 2010. — 219 с. — ISBN 978-5-17-064885-6.
- Дом в Мещере. — Москва: Время, 2009. — 365 с. — (Самое время!). — ISBN 978-5-9691-0382-5.
- Небозём на колесе. — Москва: АСТ, 2010. — 315 с. — ISBN 978-5-17-064884-9.
- Ай-Петри. — Москва: Время, 2007. — 221 с. — (Самое время!). — ISBN 978-5-9691-0223-1.
- Матисс. — Москва: АСТ: Редакция Елены Шубиной, 2016. — 411 с. — (Эксклюзивная новая классика). — 4000 экз. — ISBN 978-5-17-096053-0.
- Перс. — Москва: Астрель, 2012. — 638 с. — ISBN 978-5-271-41043-7.
- Математик. — Москва: АСТ: Астрель, 2011. — 315 с. — ISBN 978-5-17-073725-3.
- Анархисты. — Москва: Астрель, 2011. — 410 с. — ISBN 978-5-271-40399-6.
- Солдаты Апшеронского полка. Матисс. Перс. Математик. Анархисты. — Москва: АСТ: Редакция Елены Шубиной, 2013. — 1088 с. — ISBN 978-5-17-077785-3.
- Орфики. — Москва: АСТ, 2013. — 283 с. — ISBN 978-5-17-077727-3.
- Чертёж Ньютона. — Москва: АСТ: Редакция Елены Шубиной, 2021. — 348 с. — 1500 экз. — ISBN 978-5-17-116544-4.
- Исландия. — Москва: Альпина Нон-фикшн, 2021. — 310 с. — 3000 экз. — ISBN 978-5-00139-518-8.
- Тела Платона. — Freedom Letters, 2023. — 432 с. — ISBN 9781998084500.
- 7 октября. — Альпина. Проза, 2025. — 170 с. — ISBN 9785002234516.

### Сборники рассказов
- Бутылка Клейна. — Москва: Наука, 2005. — 438 с. — (Русский Гулливер). — ISBN 5-02-033916-4.
- Пение известняка. — Москва: Время, 2008. — 429 с. — (Самое время!). — ISBN 978-5-9691-0308-5.
- Пловец. — Москва: АСТ: Астрель, 2010. — 348 с. — ISBN 978-5-17-064474-2.
- Ослиная челюсть. — Москва: АСТ: Астрель, 2008. — 221 с. — ISBN 978-5-17-055300-6.

### Сборники стихотворений
- Случай. — Москва: Комментарии, 2000. — (Александрийская полка).
- Не-зрение. — Москва: Комментарии, 2000. — (Александрийская полка).
- Волга мёда и стекла. — Москва; Тверь: АРГО-РИСК; Kolonna publications, 2004. — 73 с. — (Библиотека молодой литературы № 28). — ISBN 5-94128-089-0.
- Кормление облаков. — Москва: Издательские решения, 2017. — 114 с. — ISBN 978-5-4485-8134-2.

### Сборники эссе
- Гуш-Мулла. — Москва: Время, 2008. — 336 с. — ISBN 978-5-9691-0309-2.
- Дождь для Данаи. — Москва: АСТ: Астрель, 2010. — 316 с. — ISBN 978-5-17-064475-9.
- Справа налево. — Москва: АСТ: Редакция Елены Шубиной, 2015. — 573 с. — (Уроки чтения). — ISBN 978-5-17-088621-0.
- Воображение мира. — Санкт-Петербург: Издательство Ивана Лимбаха, 2019. — 326 с. — 2000 экз. — ISBN 978-5-9691-0309-2.
- Город заката. — Freedom Letters, 2023. — 210 с. — ISBN 9781446663936.

## Признание

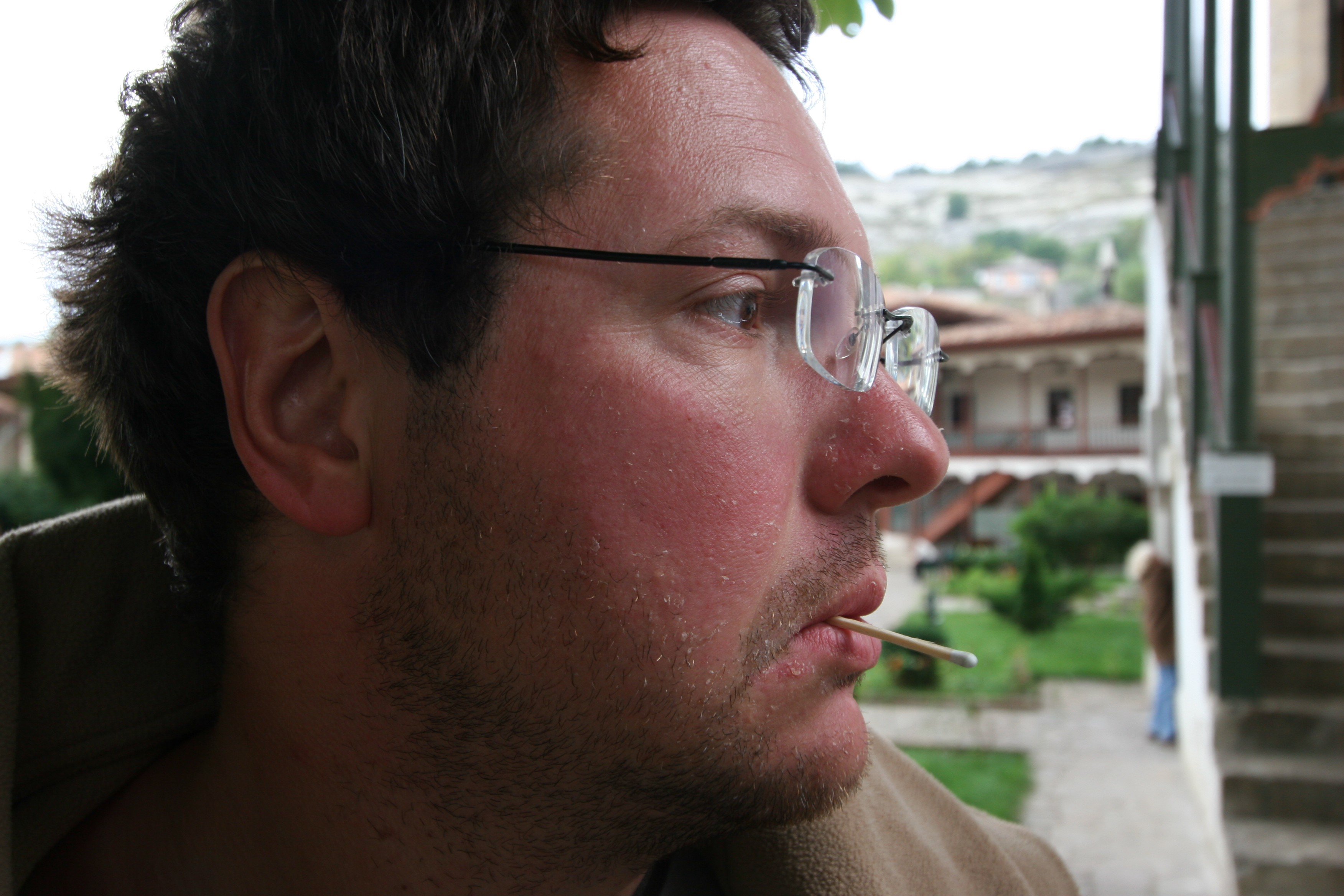
А. В. Иличевский, 2006 год, Бахчисарай

- 2005 — победитель в номинации «Поэзия» литературного конкурса «Дварим»[9].
- 2005 — финалист премии «Мивзак»[10].
- 2005 — лауреат премии журнала «Новый мир»[11].
- 2005 — лауреат премии имени Юрия Казакова за лучший рассказ года[12].
- 2005 — финалист премии «Большая книга» за роман «Ай-Петри»[13].
- 2005 — лауреат Международного Волошинского конкурса за рассказ «Белый домик».
- 2006 — финалист Бунинской премии за сборник рассказов «Бутылка Клейна»[14].
- 2007 — финалист премии «Большая книга» за роман «Матисс»[15].
- 2007 — лауреат премии «Русский Букер» за роман «Матисс»[16].
- 2008 — финалист премии «Большая книга» за сборник рассказов «Пение известняка»[17].
- 2010 — финалист премии «Ясная Поляна» за роман «Перс»[18].
- 2010 — лауреат премии «Большая книга» за роман «Перс»[19].
- 2011 — лауреат премии журнала «Знамя» в номинации «Открытый мир» за роман «Математик».
- 2016 — финалист премии «Большая книга» за сборник эссе «Справа налево».
- 2020 — лауреат премии «Большая книга» за роман «Чертёж Ньютона».

«Герой многословно-цветастой прозы Александра Иличевского (название „Чертёж Ньютона“ подозрительно напоминает названия триллеров Роберта Ладлэма) кочует, в поисках пропавшего отца, богемного сладострастника, а заодно „тёмной материи“, смысла жизни и храма Соломона, между Невадой, Памиром и Храмовой горой в Иерусалиме», — сказал о номинации романа на «Большую книгу» критик Михаил Трофименков.

## Критика
- Ермошин Ф. Падающий автор (О книге Александра Иличевского «Пение известняка») // «Октябрь». — 2008. — № 9.
- Голубкова А. Медленное изучение литературы (О книге Александра Иличевского «Матисс») // «Новое литературное обозрение». — 2008. — № 89.
- Григорьев И. От первого лица (О книге Александра Иличевского «Ай-Петри») // «Урал». — 2009. — № 1.
- Кузнецова А. Амфибия (О книге Александра Иличевского «Перс») // «Знамя». — 2011. — № 3.[21]
- Пасечник В. Прикладная теология (О книге Александра Иличевского «Математик») // «Урал». — 2011. — № 10.
- Померанцев Д. МММ от Александра Иличевского (О книге Александра Иличевского «Матисс») // «Литературная Россия». — № 2011 / 52. — 23 февраля 2015.
- Секретов С. Переживание пространства (О книге Александра Иличевского «Справа налево») // «Знамя». — 2016. — № 6.
- Морозов С. Автор эпохи застоя // Alterlit | Альтернативная литература. — 20 января 2022.
- Уткин К. Графоманская Голгофа (О книге Александра Иличевского «Чертеж Ньютона») // Alterlit | Альтернативная литература. — 11 января 2022.